# Ondergrond
Ondergrond is in de geologie, geofysica en fysische geografie al het gesteente dat zich onder het aardoppervlak bevindt. De ondergrond wordt dan ook vooral door geologen en geofysici bestudeerd. Om de ondergrond te onderzoeken zijn verschillende methoden beschikbaar. De ondergrond wordt op verschillende manieren door de mens gebruikt.

## Methoden voor onderzoek van de ondergrond
- seismiek
- gravitatie-onderzoek
- magnetisch onderzoek
- elektromagnetisch onderzoek
- grondboringen
- sonderingen

## Nederland
TNO Geologische Dienst Nederland (voorheen RGD en later TNO-NITG) is de instantie voor wetenschappelijke informatie en wetenschappelijk onderzoek ten behoeve van het duurzaam beheer en gebruik van de ondergrond en de ondergrondse natuurlijke bestaansbronnen. Een groot deel van de gegevens over de ondergrond van Nederland en diverse modellen van de ondergrond zijn via het internetportaal DINOloket in te zien en op te vragen.